# Лема Пуанкаре
Лема Пуанкаре — одне з найважливіших тверджень теорії диференціальних форм, що має важливі застосування в математичному аналізі, диференціальній геометрії, теорії груп Лі, а також інших розділах математики і фізики. Лема названа на честь французького математика Анрі Пуанкаре.

## Твердження
Нехай {\displaystyle U\subseteq \mathbb {R} ^{d}} — відкрита стягувана множина, {\displaystyle \mathrm {d} } позначатиме зовнішнє диференціювання на множині диференціальних форм визначених на {\displaystyle U.} Тоді когомологічні групи де Рама рівні:
{\displaystyle H_{dR}^{k}(U)={\begin{cases}0,&k>0\\\mathbb {R} ,&k=0.\end{cases}}}
Тобто для {\displaystyle k>0} кожна замкнута диференціальна k-форма є точною.
Важливим наслідком леми є факт, що на довільному гладкому многовиді довільна замкнута диференціальна форма є локально точною.

## Доведення
Доведення буде подано для часткового випадку зірчатих щодо початку координат областей (цього достатньо, зокрема, для доведення локальної точності замкнутих диференціальних форм).
Для доведення очевидно достатньо побудувати такі лінійні оператори {\displaystyle h_{k}:\Omega ^{k+1}(U)\rightarrow \Omega ^{k}(U),\;\;k\geqslant 0,} для яких виконуються рівності {\displaystyle (\mathrm {d} \circ h_{k-1}+h_{k}\circ \mathrm {d} )(\omega )=\omega ,\;\;\forall \omega \in \Omega ^{k}(U),\;\;k>0.}
Оскільки дані оператори будуть лінійними достатньо визначити їх на диференціальних формах виду {\displaystyle \omega =g\;\mathrm {d} x_{i_{1}}\wedge \ldots \wedge \mathrm {d} x_{i_{k}}.}
Для такої диференціальної k-форми означимо
{\displaystyle h_{k-1}(\omega )(x)=\left(\int _{0}^{1}t^{k-1}g(tx)dt\right)\mu (x)}
де {\displaystyle \mu =x_{i_{1}}\;\mathrm {d} x_{i_{2}}\wedge \ldots \wedge \mathrm {d} x_{i_{k}}-x_{i_{2}}\;\mathrm {d} x_{i_{1}}\wedge \mathrm {d} x_{i_{3}}\wedge \ldots \wedge \mathrm {d} x_{i_{k}}+\cdots +(-1)^{k}x_{i_{k}}\;\mathrm {d} x_{i_{1}}\wedge \ldots \wedge \mathrm {d} x_{i_{k-1}}.}
Неважко переконатися, що {\displaystyle \mathrm {d} \mu =(k+1)\;\mathrm {d} x_{i_{1}}\wedge \ldots \wedge \mathrm {d} x_{i_{k+1}}.}
Тепер для {\displaystyle \omega =g\;\mathrm {d} x_{i_{1}}\wedge \ldots \wedge \mathrm {d} x_{i_{k}}\in \Omega ^{k}(U),\;\;x\in U} обчислюємо
{\displaystyle {\begin{aligned}\mathrm {d} \circ h_{k-1}(\omega )(x)=&\mathrm {d} \left[\left(\int _{0}^{1}t^{k-1}g(tx)dt\right)\mu (x)\right]\\&=\sum _{j=1}^{n}{\partial  \over \partial x_{j}}\left(\int _{0}^{1}t^{k-1}g(tx)dt\right)\mathrm {d} x_{j}\wedge \mu +\left(\int _{0}^{1}t^{k-1}g(tx)dt\right)\mathrm {d} \mu (x)\\&=\sum _{j=1}^{n}\left(\int _{0}^{1}t^{k-1}{\partial  \over \partial x_{j}}g(tx)dt\right)\mathrm {d} x_{j}\wedge \mu +\left(\int _{0}^{1}t^{k-1}g(tx)dt\right)\mathrm {d} \mu (x)\\&=\sum _{j=1}^{n}\left(\int _{0}^{1}t^{k}{\partial g \over \partial x_{j}}(tx)dt\right)\mathrm {d} x_{j}\wedge \mu +k\left(\int _{0}^{1}t^{k-1}g(tx)dt\right)\;\mathrm {d} x_{i_{1}}\wedge \ldots \wedge \mathrm {d} x_{i_{k}}.\\\end{aligned}}}
З іншої сторони маємо
{\displaystyle {\begin{aligned}h_{k}\circ \mathrm {d} (\omega )(x)&=h_{k}\left[\sum _{j=1}^{n}{\partial g \over \partial x_{j}}\,\mathrm {d} x_{i_{j}}\wedge \mathrm {d} x_{i_{1}}\wedge \ldots \wedge \mathrm {d} x_{i_{k}}\right]\\&=\sum _{j=1}^{n}\left(\int _{0}^{1}t^{k}{\partial g \over \partial x_{j}}(tx)dt\right)\left[x_{j}\mathrm {d} x_{i_{1}}\wedge \ldots \wedge \mathrm {d} x_{i_{k}}-\mathrm {d} x_{j}\wedge \mu \right].\\\end{aligned}}}
З цих двох виразів отримуємо зрештою
{\displaystyle {\begin{aligned}(\mathrm {d} \circ h_{k}+h_{k}\circ \mathrm {d} )(\omega )(x)=&\left[k\left(\int _{0}^{1}t^{k-1}g(tx)dt\right)+\sum _{j=1}^{n}\left(\int _{0}^{1}t^{k}{\partial g \over \partial x_{j}}(tx)x_{j}dt\right)\right]\mathrm {d} x_{i_{1}}\wedge \ldots \wedge \mathrm {d} x_{i_{k}}\\=&\left[\int _{0}^{1}\left(kt^{k-1}g(tx)+t^{k}{d \over dt}(g(tx))dt\right)\right]\mathrm {d} x_{i_{1}}\wedge \ldots \wedge \mathrm {d} x_{i_{k}}\\=&\left[\int _{0}^{1}\left({d \over dt}(t^{k}g(tx))dt\right)\right]\mathrm {d} x_{i_{1}}\wedge \ldots \wedge \mathrm {d} x_{i_{k}}\\=&g(x)\mathrm {d} x_{i_{1}}\wedge \ldots \wedge \mathrm {d} x_{i_{k}}=\omega (x),\;\;\forall x\in U.\\\end{aligned}}}
Продовжуючи лінійно визначені оператори маємо {\displaystyle (\mathrm {d} \circ h_{k}+h_{k+1}\circ \mathrm {d} )(\omega )=\omega ,\;\;\forall \omega \in \Omega ^{k}(U),\;\;k>0,} що завершує доведення.